# Il figlio dell'uomo (Magritte)
Il figlio dell'uomo è un dipinto (olio su tela, 116×89 cm) di René Magritte del 1964. Fa parte di una collezione privata.
Esso raffigura, in primo piano, un uomo il cui volto è nascosto quasi completamente da una mela verde sospesa in aria. Sullo sfondo è visibile un oceano sovrastato da un cielo nuvoloso.

Riferendosi al dipinto, Magritte dichiarò:
Inoltre, l'opera esprime una forte critica rivolta alla classe borghese (simboleggiata dall'abito formale del soggetto), che il pittore reputava meschina, avida e ipocrita.